# منطقة إنتس
منطقة إنتس (بالألمانية: Enzkreis)‏ هي، في ألمانيا، تقع في Karlsruhe (region) ‏، بلغ عدد سكانها 198,905 نسمة وذلك حسب إحصائيات سنة 2018، عاصمتها بفورتسهايم، تبلغ مساحتها 573.69 كيلومتر مربع.

## الموقع
تشترك في الحدود مع:
- بفورتسهايم
  - Ludwigsburg (district) [الإنجليزية]‏
  - Karlsruhe (district) [الإنجليزية]‏
  - Böblingen (district) [الإنجليزية]‏
  - Calw (district) [الإنجليزية]‏
  - منطقة هايلبرون.

## مدن توأم
المدن التوأم:
- ميسوفيتسه
- مقاطعة ديور-موشون-سوبرون.

## التقسيمات الإدارية
- هايمسهايم
- كنيتلينغن
- ماولبرون
- مولآكر
- نوينبورغ
- Birkenfeld (Enz) [الإنجليزية]‏
- Eisingen [الإنجليزية]‏
- Engelsbrand [الإنجليزية]‏
- Friolzheim [الإنجليزية]‏
- Illingen, Baden-Württemberg [الإنجليزية]‏
- Ispringen [الإنجليزية]‏
- Kämpfelbach [الإنجليزية]‏
- Keltern [الإنجليزية]‏
- Kieselbronn [الإنجليزية]‏
- Königsbach-Stein [الإنجليزية]‏
- Mönsheim [الإنجليزية]‏
- Neuhausen (Enz) [الإنجليزية]‏
- Neulingen [الإنجليزية]‏
- Niefern-Öschelbronn [الإنجليزية]‏
- Ölbronn-Dürrn [الإنجليزية]‏
- Ötisheim [الإنجليزية]‏
- ريمشينج
- Sternenfels [الإنجليزية]‏
- Straubenhardt [الإنجليزية]‏
- Tiefenbronn [الإنجليزية]‏
- Wiernsheim [الإنجليزية]‏
- Wimsheim [الإنجليزية]‏
- Wurmberg [الإنجليزية]‏.